# Фортуна (футбольный клуб, Мытищи)
«Фортуна» — российский футбольный клуб из города Мытищи. Основан в 2003 году.

## История
Команда была образована в 2003 году предпринимателем Сергеем Арбузовым. Выиграв в следующем сезоне Первенство Московской области, «Фортуна» получила право принять участие в турнире ЛФЛ.
В 2005 году «Фортуна» выиграла чемпионат и кубок ЛФЛ в зоне «Подмосковье», а в финальном турнире среди всех зон заняла 3-е место и получила право выступать во втором дивизионе, став вторым мытищинским футбольным клубом после прекратившего своё существование «Торпедо», которому удалось получить профессиональный статус. В том же году руководство клуба выпустило линию фирменной атрибутики и начало строительство базы клуба. В связи с получением профессионального статуса клуб сменил эмблему, так как предыдущий логотип был схож с частью логотипа клуба «Твенте», а также добавил к своему названию слово «профессиональный».
В 2006 году клуб выпускает пакеты акций для болельщиков, предлагая выкупить долю в профессиональном клубе. Кроме того, в городе проходит крупная рекламная акция, в рамках которой портреты футболистов были развешаны на рекламных стойках на мосту на Олимпийском проспекте. Интервью футболистов «Фортуны» публикуется в выпуске журнала «Esquire», посвященного предстоящему чемпионату мира по футболу. Несмотря на повышение в классе, «Фортуна» теряет значительную часть зрительской аудитории из-за переезда с городского стадиона «Торпедо» сначала на московские стадионы, а затем на стадион «Труд» в поселке Пироговский и становится самой малопосещаемой командой в своей зоне. В розыгрыше Кубка России «Фортуна» дошла до стадии 1/128 финала, где уступила вологодскому «Динамо». Команда заняла 12-е место в зоне «Запад» второго дивизиона, но из-за несоответствия стадиона требованиям ПФЛ на следующий сезон вновь возвращается в турнир ЛФЛ. В межсезонье клуб вновь планировал изменение своей эмблемы и предложил на выбор для болельщиков варианты на своем официальном сайте, однако, идея так и не была реализована.
В следующем 2007 году «Фортуна» занимает 12-е место уже в рамках турнира ЛФЛ. Вновь стать одним из лидеров среди команд любительской лиги команде удалось лишь в 2008 году, когда она заняла 3-е место. В этом же году она вновь начала играть на стадионе «Торпедо», но по-прежнему не нашла больших симпатий среди горожан, что было вызвано появлением в городе профессиональных спортивных клубов: «Атланта» и МФК «Мытищи». От заявки на участие в турнире второго дивизиона в 2009 году клуб отказался по причинам начавшегося финансового кризиса. Дальнейшее существование команды оказалось под вопросом, «Фортуна» отказалась от традиционного участия в зимнем турнире памяти Гуляева.
В межсезонье в «Фортуне» сменился главный тренер — им стал Вадим Гаранин, назначенный вместо играющего тренера Алексея Щепинова, который перешёл на должность начальника команды. Перед клубом была поставлена задача закончить сезон 2009 года в первой тройке. Итогом сезона стало пятое место. По окончании сезона 2009 клуб прекратил своё существование. В сезоне 2010 Мытищи в первенстве ЛФЛ представляла команда «Мытищи-ЦДЮС».

## История выступлений
| Сезон | Дивизион                      | Место | И  | В  | Н  | П  | М     | О       |
| ----- | ----------------------------- | ----- | -- | -- | -- | -- | ----- | ------- |
| 2004  | Чемпионат Московской области  | 1     | 22 | 20 | 0  | 2  | 84-23 | 60      |
| 2005  | ЛФЛ. Подмосковье, Группа А    | 1     | 30 | 25 | 2  | 3  | 87-21 | 77      |
| 2005  | ЛФЛ. Финальный турнир         | 3     | 5  | 4  | 0  | 1  | 5-2   | гр.+п/о |
| 2006  | Второй дивизион, зона «Запад» | 12    | 34 | 12 | 10 | 12 | 34-34 | 46      |
| 2007  | ЛФЛ. Подмосковье, Группа А    | 12    | 30 | 10 | 3  | 17 | 50-55 | 33      |
| 2008  | ЛФЛ. Подмосковье, Группа А    | 3     | 30 | 23 | 2  | 5  | 87-35 | 71      |
| 2009  | ЛФЛ. Подмосковье, Группа А    | 5     | 30 | 19 | 3  | 8  | 67-42 | 60      |

В 2006 году в ЛФЛ (Подмосковье, Группа А) играла молодёжная команда «Фортуны».

## Достижения
- 2005 — Чемпион России среди ЛФК, зона «Московская область», группа А, 3-е место в межзональном турнире ЛФЛ